# 水槎乡
水槎乡是江西省泰和县下辖的一个乡，位于县境东南端，西南方与东南方分别毗邻万安县、兴国县，总面积171平方公里，人口1.2万，其中30.8%为畲族。

## 地理与交通
水槎乡位于高山地区，山峰林立，地势南高北低，全境有海拔800米以上的山峰10余座，其中南部边境的十八排海拔1176米，是泰和县最高峰；天湖山海拔1152米，是全县第二高峰 。东沔河自东向而来，在中部的乡政府驻地附近折向北，流入沙村镇境内，与云亭河汇合。

## 交通
水槎乡地处深山，交通不便，主要靠长约15公里的合江-沙村公路与319国道相接，距县城47公里，距泰和火车站56公里、井冈山机场68公里。

## 经济
经济以农业为主，主产水稻和竹木，有毛竹、实心竹、黄竹、箭竹、沙参、竹笋、茶叶、香菇、杨梅、李子、山梨等山区特产。

## 行政区划
水槎乡现辖12个村委会，分别为：四和畲族村、水槎畲族村、西阳畲族村、坑西畲族村、乐群村、缝岭村、东沔村、桥溪村、合江村、新桥村、茶园村、浪川村，乡政府驻合江村。